# Christlichnationale Wahlgemeinschaft
Die Christlichnationale Wahlgemeinschaft war ein Parteibündnis, das bei der Landtagswahl 1922 im Bundesland Salzburg kandidierte. Das Bündnis umfasste die Christlichsoziale Partei (CSP), die Deutsche Nationalsozialistische Arbeiterpartei (DNSAP) und den Freiheitlichen Salzburger Bauernbund. Die Christlichnationale Wahlgemeinschaft erzielte bei der Wahl 1922 53.925 Stimmen bzw. 56,27 Prozent und 16 Mandate. Dies bedeutete für das Bündnis die absolute Stimmen- und Mandatsmehrheit. Von den 16 Mandaten fielen nach einer internen Übereinkunft 14 Mandate an die CSP, 1 Mandat an die DNSAP und ein Mandat an den Salzburger Bauernbund. Nach der Wahl bildeten die drei Parteien jedoch keinen gemeinsamen Landtagsklub, vielmehr blieben die Vertreter von DNSAP und Bauernbund fraktionslos und arbeiteten informell mit der Großdeutschen Volkspartei zusammen.